# Horst Lippmann (Musiker)

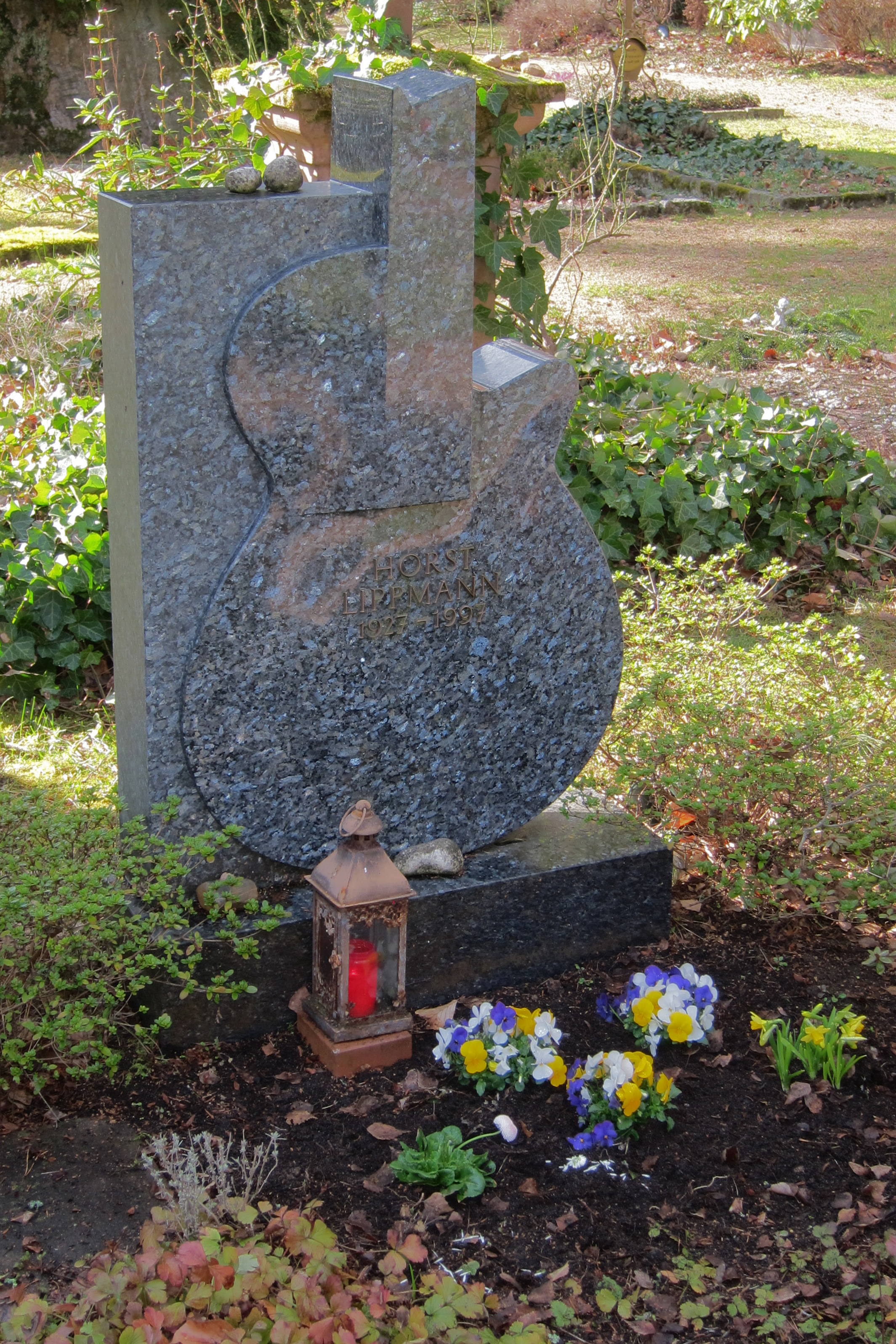
Grab von Horst Lippmann auf dem Waldfriedhof Buchschlag

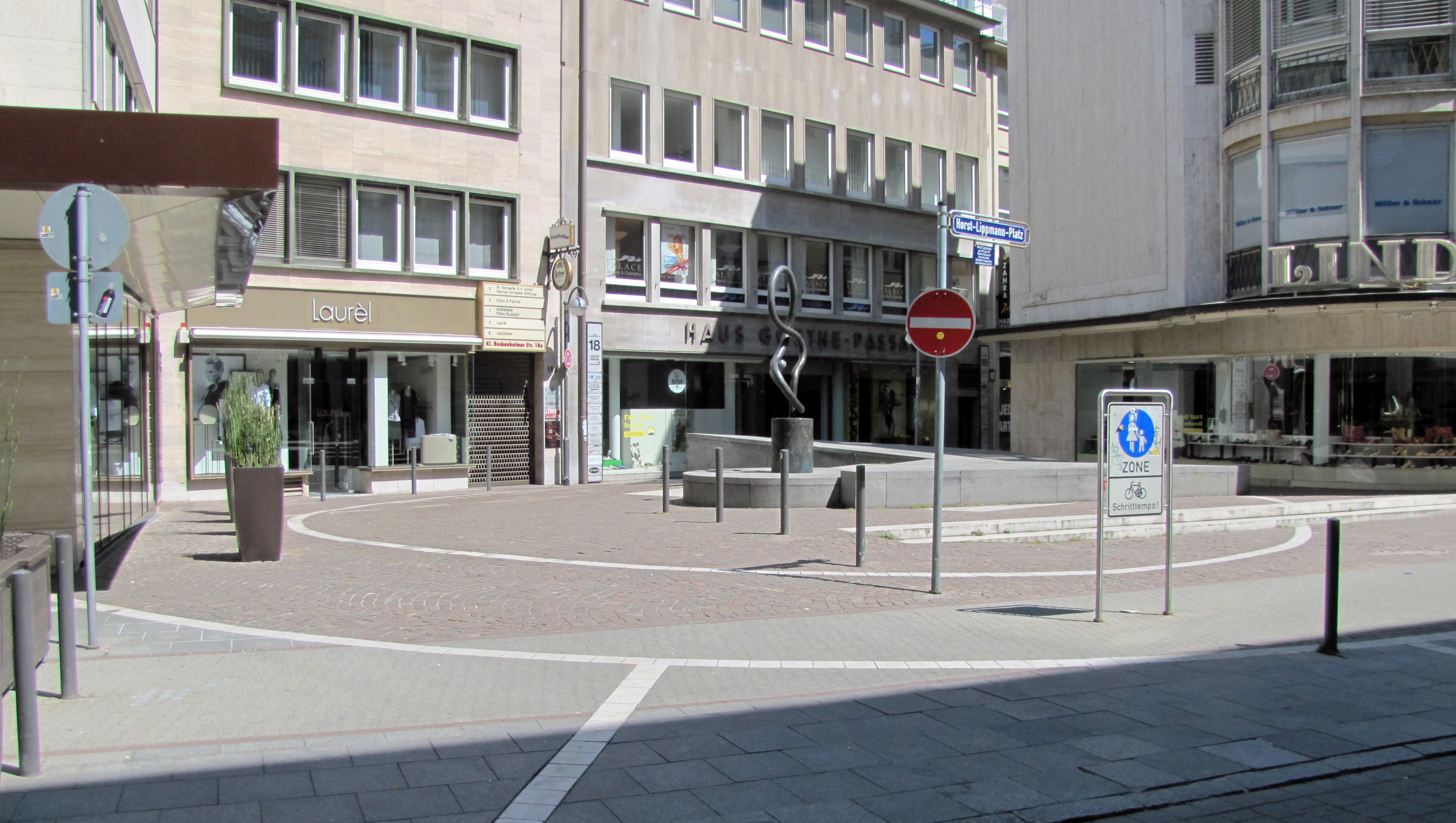
Skulptur Schwarzer Violinschlüssel von Taro Miyabe aus dem Jahr 1982 auf dem Horst-Lippmann-Platz vor dem Jazzkeller Frankfurt

Horst Lippmann (* 17. März 1927 in Eisenach; † 18. Mai 1997 in Frankfurt am Main) war ein deutscher Jazzmusiker, Konzertveranstalter, Hörfunkautor und Fernsehregisseur.

## Leben und Wirken
Der Hoteliersohn Lippmann spielte Anfang der 1940er-Jahre Schlagzeug bei der illegalen Frankfurter Hotclub Combo mit Carlo Bohländer und Emil Mangelsdorff und edierte und vertrieb eine der ersten deutschen Jazzzeitschriften, die Mitteilungen für Freunde der modernen Tanzmusik. Darin veröffentlichte er die Sendezeiten von Jazzmusik im Feindsender BBC. Dafür wurde er von den Nazis inhaftiert. Nach dem Krieg spielte er in den Combos des Hot Club u. a. mit Günter Boas. Gemeinsam mit Olaf Hudtwalcker war er an der Gründung der Deutschen Jazz Föderation beteiligt und organisierte als deren Konzertreferent Jazztourneen durch die westdeutschen Jazzclubs. 1953 gründete er das Deutsche Jazzfestival Frankfurt.
Als Konzertveranstalter brachte Lippmann zunächst die Jazz- und ab 1962 die großen Blues- und später Rockstars nach Deutschland. 1963 nahm er seinen Tourneeleiter Fritz Rau zu 50 Prozent als Teilhaber in seine Konzertagentur auf, deren Namen er in Lippmann + Rau änderte. Zwischen 1963 und 1985 organisierten sie die American Folk Blues Festivals. Weitere Tourneeveranstaltungen, die Lippmann begründete, waren das Festival Flamenco Gitano und das der Musica Argentina. Die Tourneeplakate von Lippmann + Rau gestaltete der Graphik-Designer Günther Kieser, der in seinen meist surrealistischen Werken die Visualisierung der Musik anstrebte und für die entstehende Straßenkunst der Konzertplakate stilprägend war. Populär ist Kiesers Entwurf zu Jimi Hendrix, aus dessen voluminöser Haarmähne zahlreiche Stromkabel medusagleich hervorschlängeln.
Lippmann war auch als Hörfunkautor (Der Jazzclub) und als Regisseur der Fernsehsendung Jazz – gehört und gesehen tätig. Gemeinsam mit Rau hat Lippmann auch die Plattenlabel Scout und L+R (Lippmann + Rau) gegründet und betrieben.
Lippmanns musikalischer Nachlass befindet sich im Lippmann+Rau-Musikarchiv seiner Geburtsstadt Eisenach. 2012 wurde er zusammen mit Fritz Rau in die Blues Hall of Fame aufgenommen. 1991 wurde ihm für seine widerständige Haltung im NS-Staat von der Stadt Frankfurt die Johanna-Kirchner-Medaille verliehen.